# Wii Remote
O Wii Remote (conhecido como Comando Wii em Portugal e coloquialmente por Wiimote) é o controlador principal do console Nintendo Wii, da produtora japonesa Nintendo. O controlador utiliza tecnologia de acelerômetros e sensores de imagens que permite que os jogadores possam jogar utilizando gestos e apontando o controle para a tela. Ele possui diversos periféricos que podem ser anexados na parte inferior como o Nunchuk, Classic Controller entre outros. Além disso, ele tem um sistema de vibração e um pequeno alto-falante que emite sons específicos de acordo com as ações do usuário no jogo.
O controlador foi revelado durante a E3 2005 com o nome "Wii Remote" anunciado em 27 de abril de 2006. Recebeu muita atenção devido às suas características únicas e revolucionárias, não suportadas por outros controladores de jogos.
O Wii U também suporta o controle de movimentos, assim como outros acessórios do console anterior.

## Características

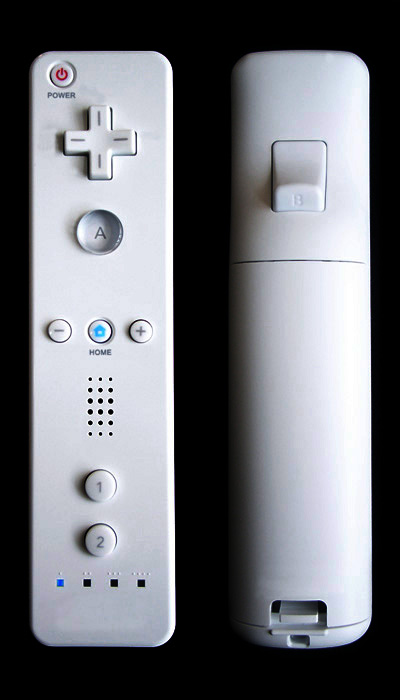
Visão frontal e traseira do Wii Remote

O controle tem 16 cm de comprimento, 3,62 cm de largura e 3,08 cm de espessura. Tem um formato simétrico semelhante ao de um controle remoto, o que possibilita o jogador a jogar com apenas uma mão, sendo ela qual for, isso o torna mais intuitivo para controles de movimentos também contribui para a estratégia da Nintendo de atrair um público mais casual. Apesar disso, o controle também pode ser jogado na posição horizontal, semelhante a um controle de NES, também pode ser usado inclinando o controle especialmente para jogos de corrida.
A comunicação do controle é feita via Bluetooth, sendo possível jogar até uma distância de 10 m do console, sendo que o ponteiro funciona a uma distância de até 5 m. O controle também possui uma saída de som, função de vibração, memória interna de 6 KB para armazenar perfis de Miis. O controle usa 2 pilhas AA usáveis até 60 horas comente com acelerômetro e até 25 horas com o acelerômetro e o apontador.
O controle tem o botão Power para ligar e desligar o console, o direcional digital, o botão A abaixo do direcional, o botão B na posição de gatilho, além dos botões - e + (em substituição ao Start e Select), o botão Home e abaixo os botões 1 e 2.
Por causa dos jogos que usam o sensor de movimento, o Wii Remote vem com um elástico acoplado na parte debaixo do controle para ser usado preso ao pulso como forma de evitar que o controle caia acidentalmente da mão do jogador, os primeiros modelos do Wii Remote vinham com um elástico de 0,6 mm de diâmetro, após alguns anos, os novos modelos vieram com um elástico mais forte de 1 mm de diâmetro.
Em 2007 a Nintendo lançou uma capa protetora de silicone melhorando a pegada, ergonomia e protegendo o controle de quedas.

## Expansões
O Wii Remote também apresenta uma entrada expansível no fundo que permite que várias junções funcionais de adição. A expansibilidade é similar com a entrada do controle do Nintendo 64.

### Nunchuk

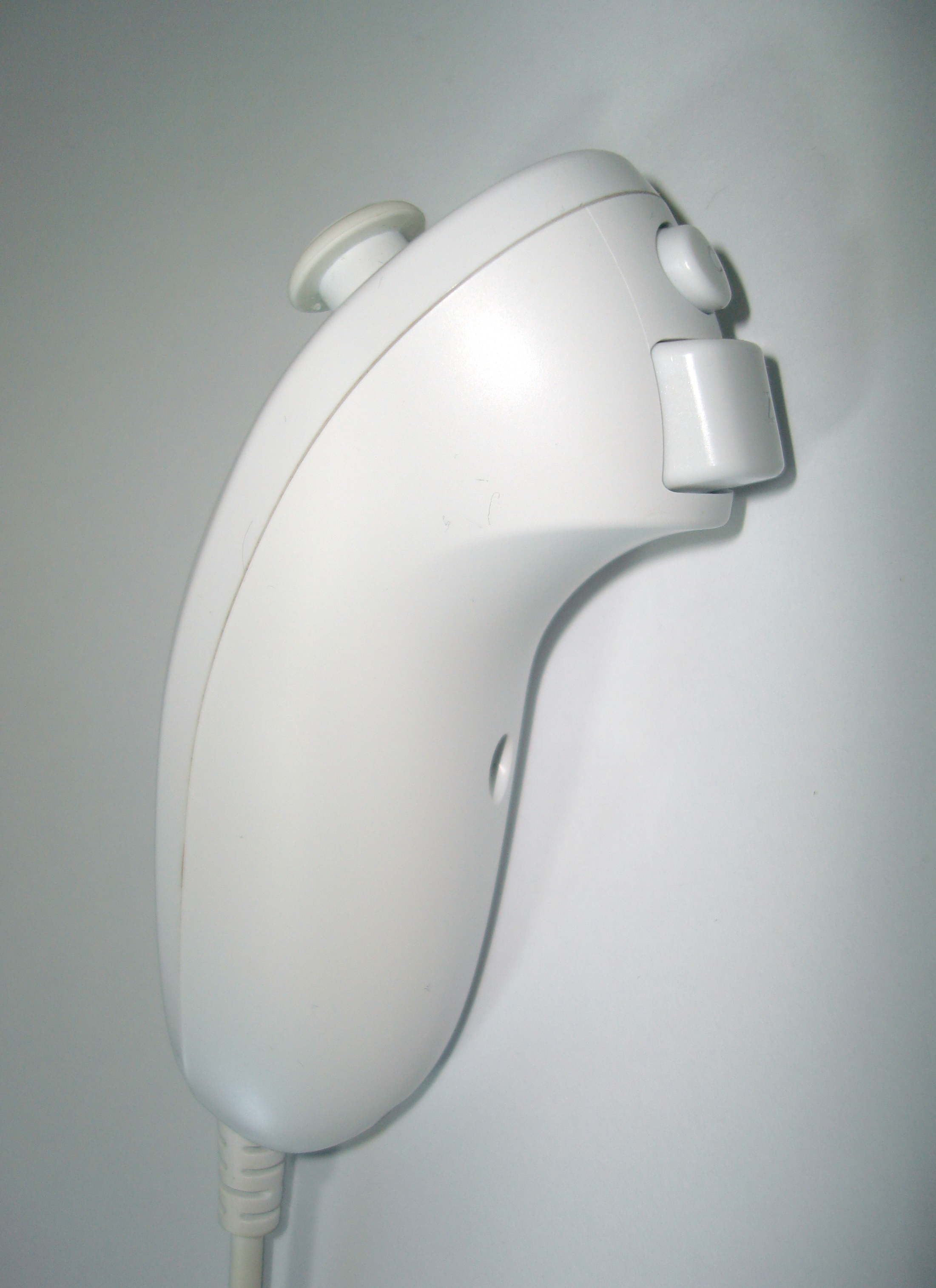
O Nunchuk, que pode ser plugado ao Wii Remote.

Desenhado para caber perfeitamente na mão do jogador, o Nunchuk é conectado para uma expansão ao Wii Remote e pode ser usado juntamente a ele em alguns certos jogos, como o de boxe, onde as luvas do jogo, são os dois controles ligados um ao outro.
O Nunchuk possui a mesma tecnologia de sensor de movimento, mas inclui também um controle analógico (como o do Nintendo 64 e Nintendo GameCube), e mais dois botões adicionais para auxiliar na execução do movimento da personagem. Em diversos jogos, os jogadores podem usar o controle analógico do Nunchuk para mover suas personagens e o Wii Remote para executar uma ação específica, como por exemplo, se está fazendo um passe no futebol americano ou mirando uma arma para dar o tiro. Junto com o controle analógico, o Nunchuk também contém dois botões posicionados para um fácil acesso na mão do jogador.
Uma vez que o Wii Remote e o Nunchuk são relativamente dependentes um do outro, o jogador está livre para segurá-los na mão que lhe for mais conveniente e apropriada. A natureza ambidestra dos controles do Wii garantem a acessibilidade que raramente é vista em controles de outros modelos.

### Wii MotionPlus

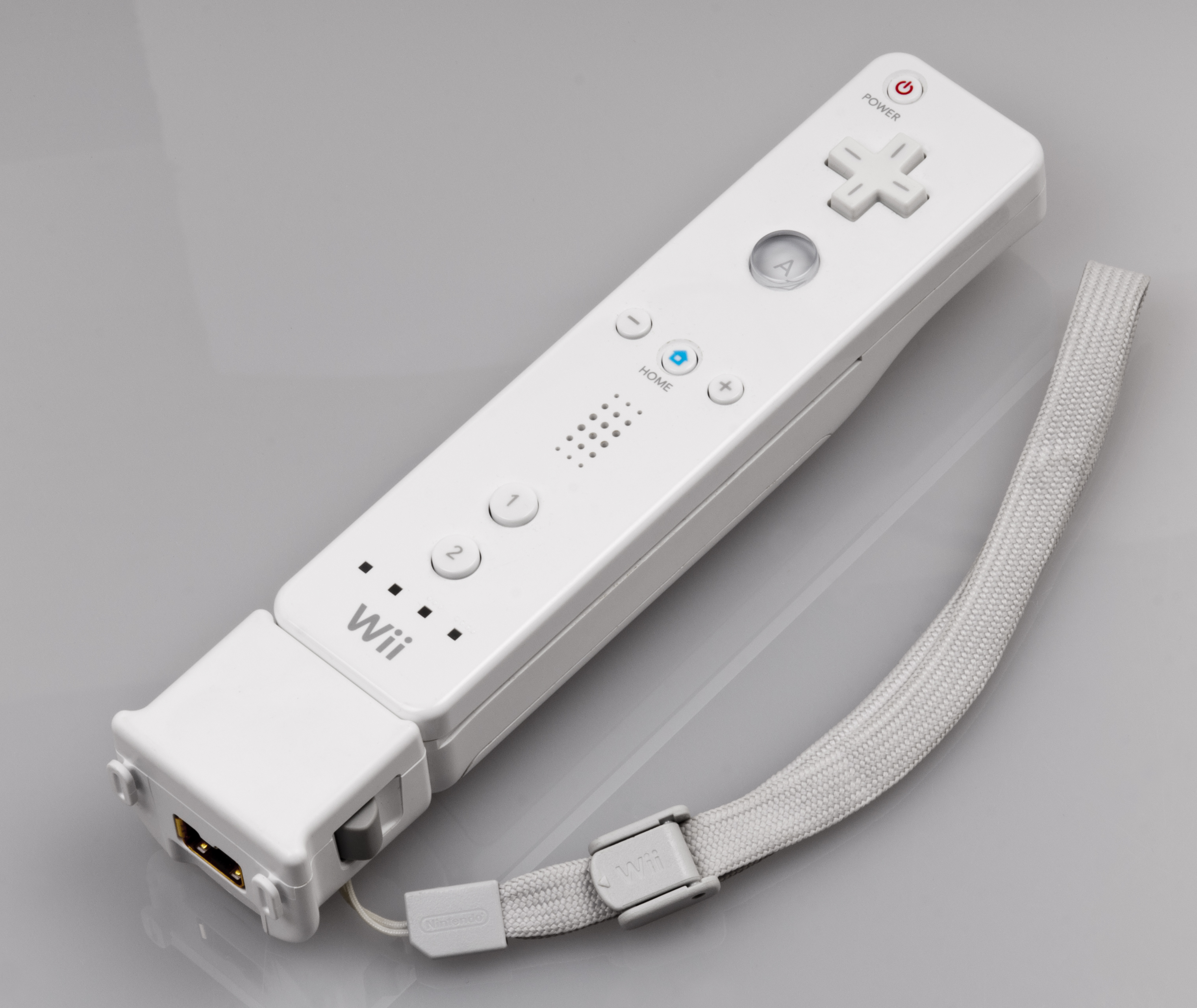
Wii Remote com o Wii MotionPlus acoplado embaixo.

Durante a feira internacional E3 de 2008, a Nintendo apresentou o Wii MotionPlus, um acessório vendido separadamente que pode ser plugado na parte inferior do controle Wii Remote. Este acessório serve para aumentar a precisão e diminuir a latência, isto é, os movimentos passam a acontecer em tempo real (1:1), como por exemplo, no Wii Sports Resort há um jogo, onde o jogador dirige um jet ski "torcendo" o controle wii remote com o nunchuk, semelhante a um acelerador e freio. Assim o jogador tem o uso de um giroscópio, além dos acelerômetros já existentes, permitindo assim a reprodução fiel dos movimentos do jogador na tela, ao invés de apenas responder a um certo número de comandos pré-definidos.
Os jogos que estão confirmados que farão uso deste acessório por enquanto são o Wii Sports Resort, Red Steel 2, The Legend of Zelda: Skyward Sword, Grand Slam Tennis e Virtua Tennis 2009. Racquet Sports. The Conduit também usaria o Wii Motion Plus, porém Eric Nofsinger, executivo-chefe de criação da High Voltage Software, confirmou a não utilização do acessório.

### Wii Remote Plus

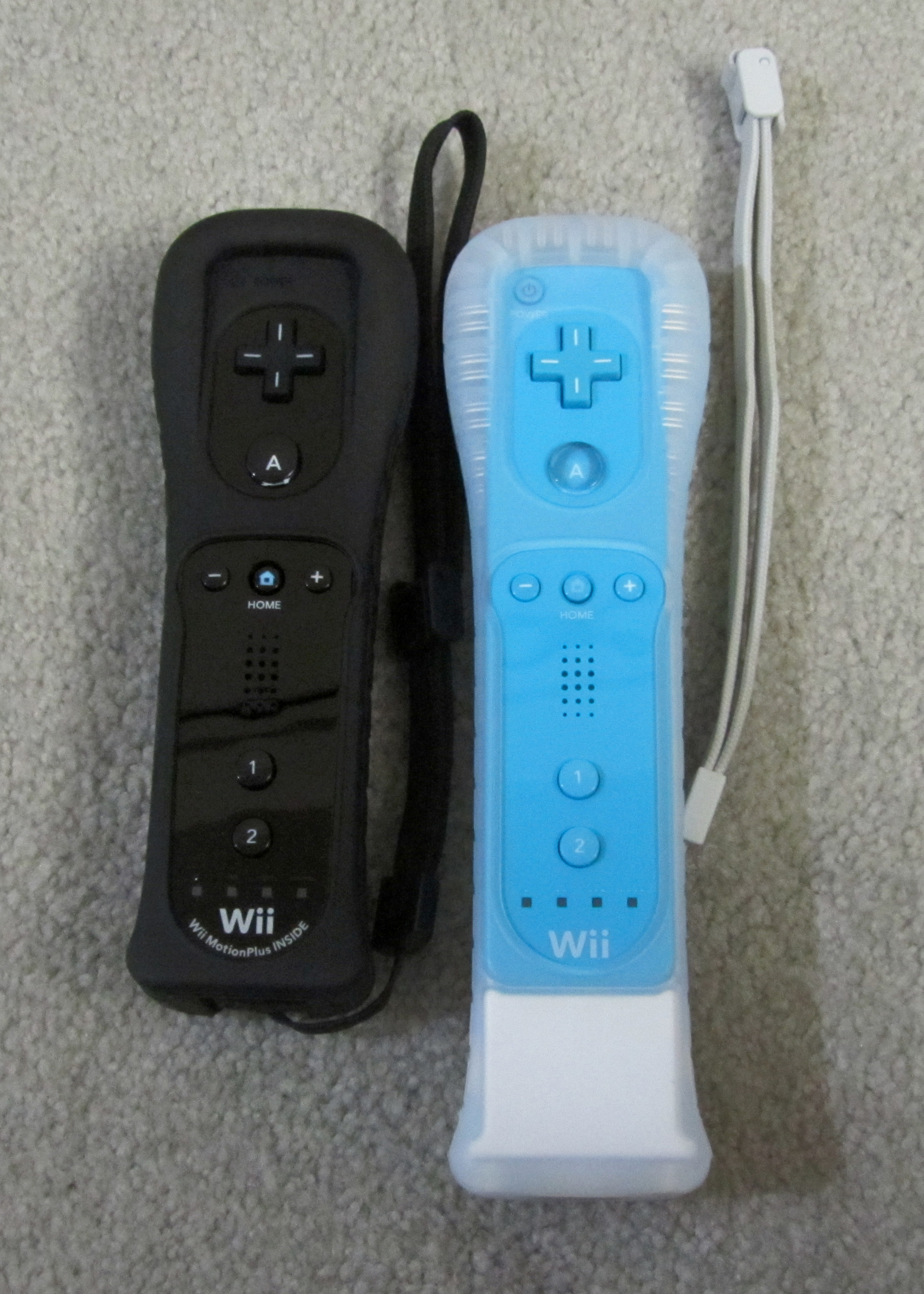
Wii Remote Plus à esquerda, ao lado de um Wii Remote acoplado a um Wii MotionPlus.

O Wii Remote Plus foi lançado no final de 2010 incorporando o Wii Remote e o Wii MotionPlus em um único controle, possibilitando também o uso do Wii Wheel e do Wii Zapper sem a necessidade de se tirar o Wii Motion Plus. Algumas versões do Wii incluíam a nova expansão.

### Controle clássico

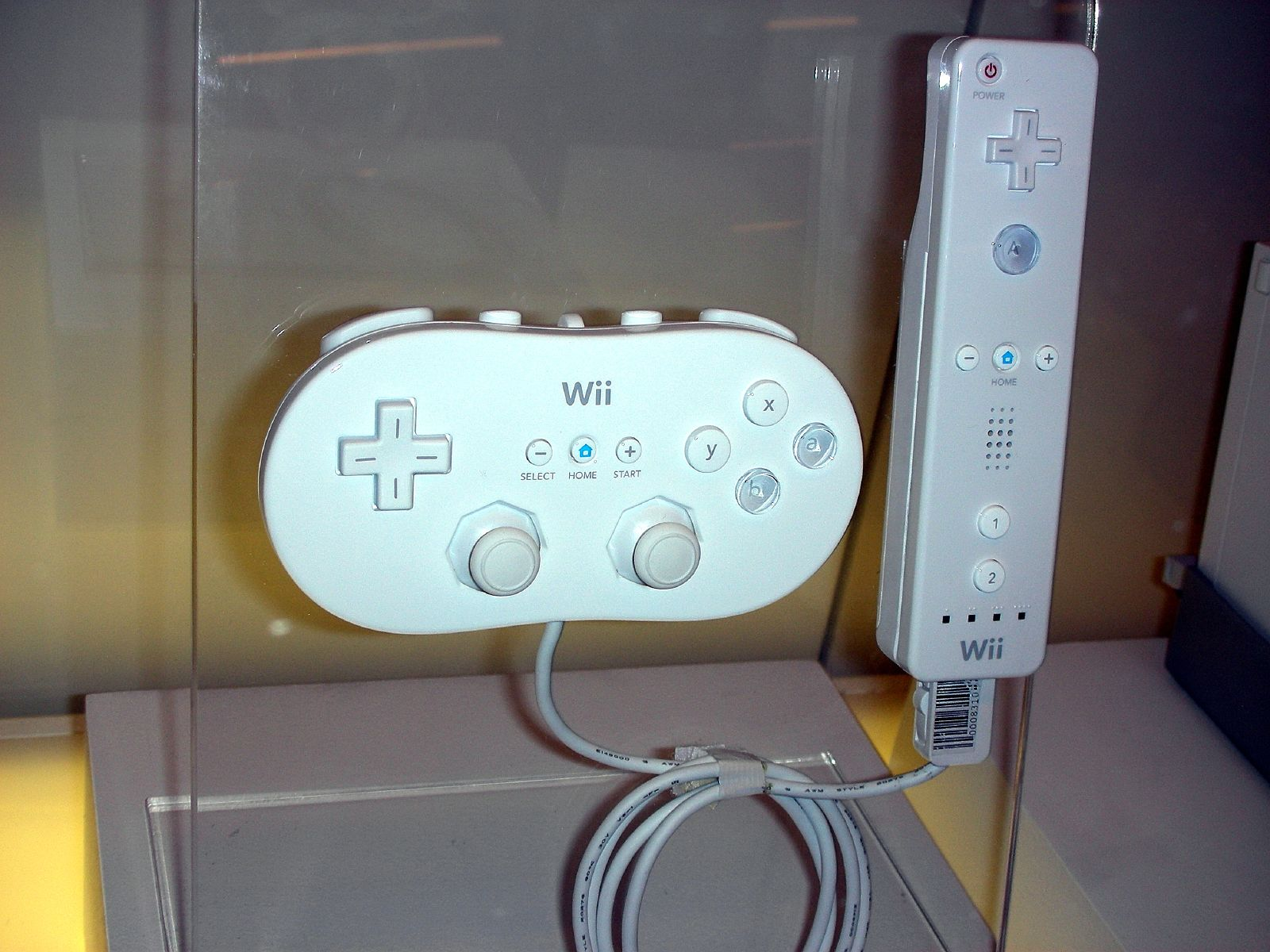
Classic Controller conectado ao Wii Remote.

Durante a E3 2006, Nintendo introduziu o Controle Clássico (modelo número RVL-005), que pluga ao Wii Remote via uma corda em um estilo similar ao do Nunchuk. Ele é utilizado em títulos do Virtual Console baixados na Wii Shop Channel. Contém dois direcionais analógicos e dois botões extras no ombro: o botão ZL e os botões ZR, usados para replicar o botão Z encontrado no controle do Nintendo GameCube. A configuração toda é similar ao outros controles dos consoles maiores da sétima geração.

### Wii Zapper

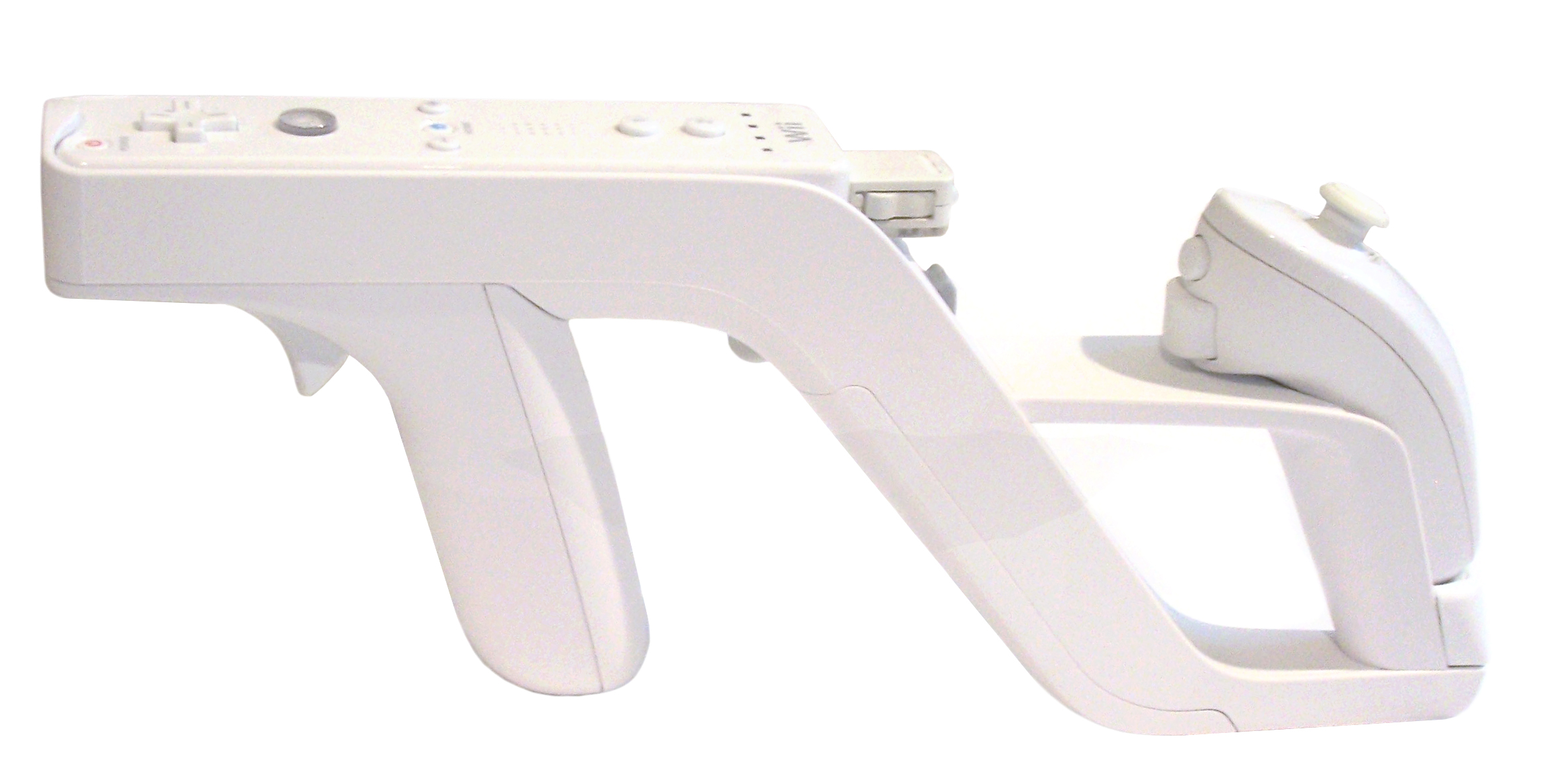
Wii Zapper com Wii Remote e Nunchuk.

Batizada com o mesmo nome da pistola do NES, é uma pistola na qual se encaixa o Wii Remote e o Nunchuk. O protótipo tinha design próximo de uma espingarda, e o final lembra a metralhadora Thompson e o rifle Steyr AUG. Shigeru Miyamoto sugeriu a fabricação do acessório após ver a equipe de The Legend of Zelda: Twilight Princess construir uma "pistola" caseira unindo o Wiimote e o Nunchuk usando arames e elásticos.
Foi lançada em 2007, no Japão junto com Ghost Squad, e nas outras regiões com Link's Crossbow Training, inspirado na série Zelda. Jogos com suporte para o Zapper incluem Resident Evil: The Umbrella Chronicles, Resident Evil: The Darkside Chronicles, Medal of Honor: Heroes 2, The House of the Dead 2 & 3 Return, Call of Duty: World at War, Wild West Guns e Quantum of Solace.

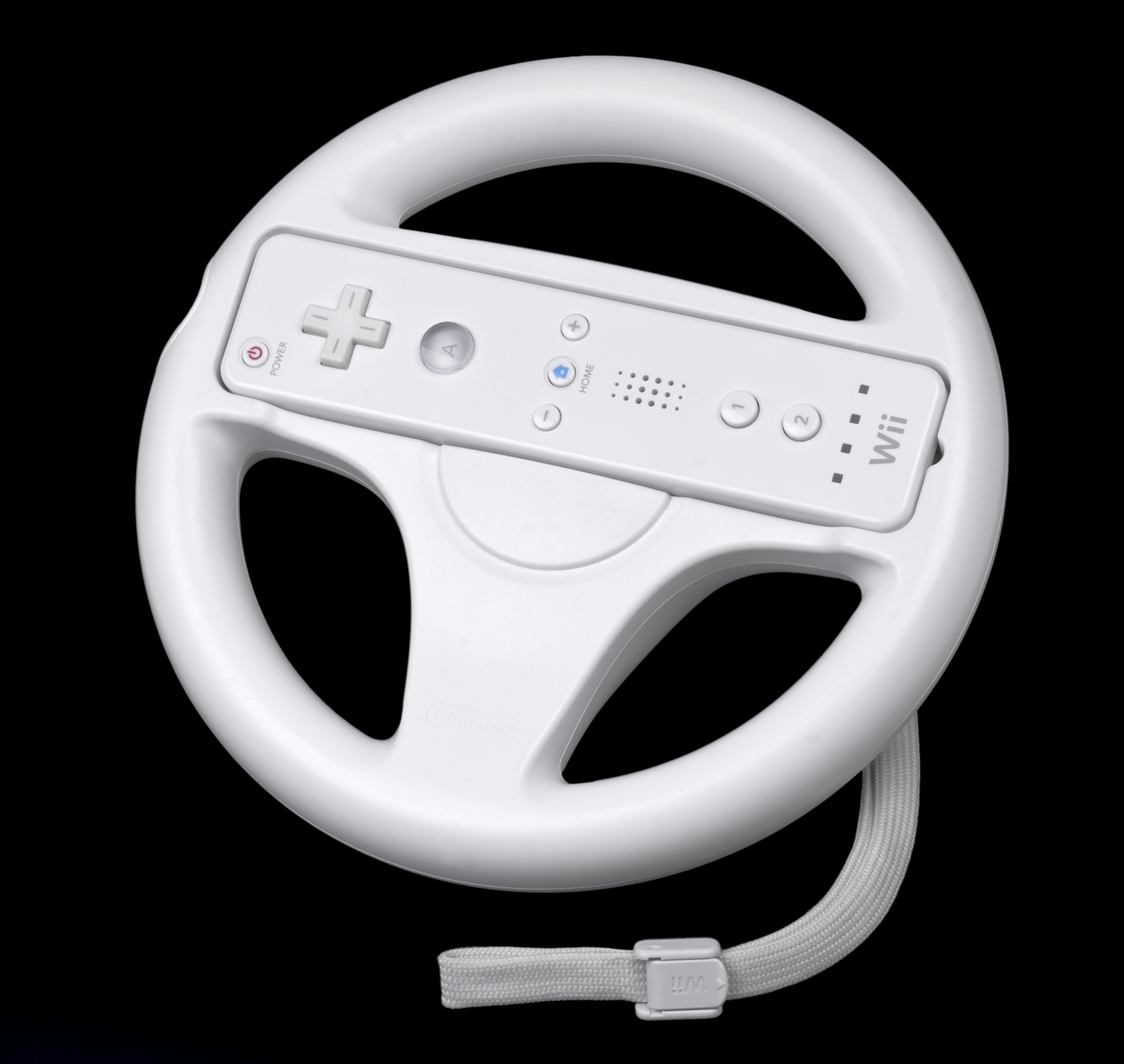
Wii Wheel com o Wii Remote acoplado.

### Wii Wheel
Acessório em forma de volante no qual se encaixa o Wii Remote, é usado em jogos de corrida. No Wii Wheel, o botão B foi redesenhado para ser maior e mais fácil de usar. Acompanha Mario Kart Wii, mas pode ser adquirida separadamente. No Iwata Asks, foi mostrado o Wii Wheel nas cores dourada (só no Japão, no Club Nintendo, e foi feito especialmente por causa do Wii Wheel dourado que aparece na frente do seu nome no Mario Kart Wii quando você é bom em usar o acessório) e preta (provavelmente por causa do lançamento do Wii na cor preta no Japão).